# Georg Beseler
Carl Georg Christoph Beseler (né le 2 novembre 1809 à Roedemis et mort le 28 août 1888 à Harzburg) est un avocat, professeur d'université, homme politique prussien, conseiller privé royal prussien de la justice et député de la chambre des seigneurs de Prusse. Au Parlement de Francfort il est un membre dirigeant du Comité constitutionnel (de).

## Famille
Georg Beseler est le fils du conseiller royal danois et inspecteur des digues Cay Hartwig Beseler (de) et de sa femme Sophie Magdalena, née Jahn (1768-1820). Son frère aîné est Wilhelm Beseler (de).
Les deux fils de Beseler sont ensuite anoblis. Max von Beseler (de) devient ministre prussien de la Justice. Pendant longtemps, Hans von Beseler est destiné à diriger l'état-major et devient gouverneur de la Pologne occupée pendant la Première Guerre mondiale. Sa fille Sophie épouse l'avocat Hugo Helfritz (de), plus tard maire de Greifswald.

## Biographie
Beseler étudie le droit aux universités de Kiel et de Munich. En 1827, il devient membre de la fraternité Germania du Vieux Kiel. Il refuse de prêter serment au roi danois et ne peut donc pas s'établir comme avocat à Kiel. En 1833, il devient conférencier privé à Kiel, mais il est interdit de donner des conférences pour des raisons politiques. Beseler travaille ensuite à Göttingen et enseigne comme chargé de cours à Heidelberg. Pendant ce temps, il noue une étroite amitié d'enfance avec les historiens Georg Gottfried Gervinus et Karl Hegel. Au cours de ses études à Göttingen, il fait la connaissance de Friedrich Christoph Dahlmann, qui vient de Wismar et devient plus tard l'un des historiens et professeurs politiques allemands les plus importants, ainsi que des frères Grimm.
En 1835, Beseler devient professeur de droit constitutionnel à Bâle, 1837 à Rostock, 1842 à Greifswald et 1859 à Berlin, où il sert trois fois (1862/63, 1867/68 et 1879/80) comme recteur et sur l'histoire juridique, commerciale, droit privé et constitutionnel enseigné.
Pendant son séjour à Rostock, il essaye de faire nommer son collègue du domaine des sciences historiques Karl Hegel à l'université locale, qui devient au XIXe siècle l'un des historiens les plus importants dans le domaine de la recherche en histoire urbaine.
Du 1848 au 20 mai 1849, Beseler, comme son frère, est membre du Parlement de Francfort tant que député du 13e circonscription de la province de Poméranie (Wolgast). Il est l'un des principaux membres de la faction Casino et siège à plusieurs comités, dont le Comité constitutionnel et la Députation impériale. Georg Beseler apparaît plus de trente fois dans les débats sur les droits fondamentaux du Parlement.
De 1849 à 1852 et en 1862 Beseler est député de la Chambre des représentants de Prusse. En 1850, il est député du Parlement de l'Union d'Erfurt. De 1874 à 1881, Beseler est député du Reichstag. En 1875, sur proposition de l'Université Frédéric-Guillaume, il est nommé à la Chambre des seigneurs de Prusse, dont il est vice-président de 1882 à 1887. Beseler travaille intensivement sur la création du Code pénal prussien de 1851 et la libéralisation des procédures civiles et pénales. De plus, Beseler est membre de la Société sans loi de Berlin à partir de 1859.
Un étudiant intellectuel important de Beseler est Otto von Gierke, qui développe l'idée du droit coopératif en droit social.
Georg Beseler décède en 1888 à l'âge de 78 ans à Harzburg et est enterré dans l'ancien cimetière Saint-Matthieu à Schöneberg près de Berlin. La tombe n'a pas survécu.

## Travaux
Beseler est considéré comme le fondateur de la doctrine coopérative, qu'il développe progressivement dans ses travaux. Celle-ci ne considère pas la personne morale comme une simple fiction du système juridique, mais comme une unité effective supra-individuelle. Otto von Gierke construit plus tard la théorie de la véritable personnalité d'association sur cet enseignement.
Beseler élabore également la figure juridique des mains jointes. Selon lui, les membres d'une communauté renoncent dans une certaine mesure à leur personnalité indépendante et créent une nouvelle sphère juridique sans constituer un sujet de droit indépendant.